# Тиридат III
Тиридат III — царь Парфии в 35—36.
Тиридат был внуком царя Фраата IV и почти всю жизнь прожил заложником в Риме. В 35 году император Тиберий направил его на Восток в качестве претендента на парфянский престол, на смену внезапно умершему Фраату VI. Наместник Сирии Луций Вителлий, которому была поручена эта операция, связался с недовольной парфянской знатью и инспирировал мятеж. Вельможи Синнак и Абдагез свергли царя Артабана III, после чего Тиридат в сопровождении Вителлия, легионов и союзных войск двинулся к Евфрату. Через реку навели наплавной мост, и претендент вступил в Месопотамию. Военачальник Орноспад, в прошлом римский гражданин и соратник Тиберия по подавлению Иллирийского восстания, привел Тиридату несколько тысяч всадников. Затем к нему присоединились Синнак и Абдагез с войсками и царской казной. Орноспад был назначен сатрапом Месопотамии.
Затем Вителлий вернулся в Сирию, а Тиридат взял под контроль греческие города Месопотамии и несколько парфянских, после чего был коронован в Ктесифоне. В Селевкии сторонники Тиридата возглавили городской совет, а сам город получил автономию. Нуждаясь в деньгах, Тиридат, вместо того, чтобы двинуться на восток и подчинить тамошних сатрапов, осадил крепость, где Артабан укрыл свой гарем и сокровища. Это позволило части знати, недовольной римским ставленником, и тем, что власть оказалась в руках группировки Абдагеза, организовать сопротивление. Посланцы двух наиболее могущественных сатрапов, Фраата и Гиерона, разыскали Артабана в Гиркании, где «покрытый грязью, оборванный, он добывал себе пропитание луком и стрелами». Собрав войско из дахов и саков, Артабан подступил к Селевкии. Тиридат растерялся; одни советовали немедленно выступить против врагов, пока «недавние предатели и враги Артабана, теперь снова поддерживающие его, ещё недостаточно укрепились в желании повиноваться ему», но Абдагез убедил царя отступить в Месопотамию и там дождаться подхода римских и армянских войск.
Отступление быстро превратилось в бегство, так как войска сочли его проявлением слабости. Первыми царя покинули арабы, затем разбежались все остальные, и Тиридат вернулся в Сирию лишь с немногими спутниками. Артабан вернул себе власть, а в следующем году заключил мир с римлянами.